# ミハイロフ (リャザン州)
座標: 北緯54度14分 東経39度02分 / 北緯54.233度 東経39.033度

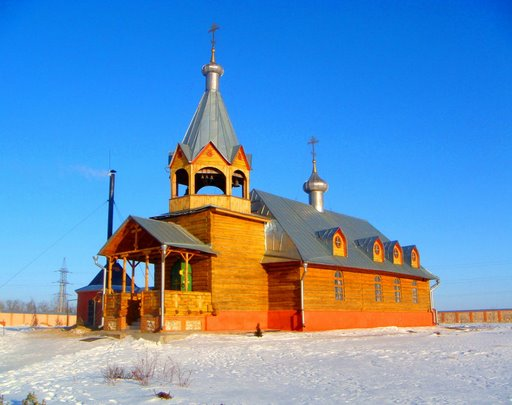

ミハイロフ（ロシア語: Миха́йлов, 英語: Mikhaylov）は、ロシアのリャザン州にある町。人口は1万303人（2021年）。州都リャザンから南西へ68km。オカ川の支流プロニャ川の畔にあり、モスクワ-タンボフ-ヴォルゴグラード-アストラハンを結ぶロシア連邦道路M6が通る。

## 歴史
ミハイロフは1546年の記録に初出し、モスクワ国家（ロシア・ツァーリ国）南部辺境の要塞都市のひとつとして言及される。この年、ミハイロフには南からの侵入を防ぐ新しい要塞（クレムリ）が完成している。当時、ミハイロフには銃兵隊ストレリツィ、大砲職人、大工らが住んでおり、要塞の周りにスロボダ（集落）を形成していた。ミハイロフはタタールやポーランド・リトアニア共和国の侵入を受けており、1610年と1618年にはポーランド軍による攻囲戦に耐えている。
1708年、ミハイロフはモスクワ県の一部となり、後にリャザン県の一部となった。ロシアの国境が広がりミハイロフは辺境ではなくなったため、要塞は18世紀に撤去された。

## 建築物
旧市街には古い聖堂や建物がいくつか残る。1756年に遡る生神女就寝修道院、1663年に建てられたこの周辺最古の石造建築、1900年に架けられたプロニャ川を渡る橋などである。1912年に建設された市庁舎は今も使われている。